# 羅森峰 (伯恩州)
46°37′54.8″N 8°08′13.8″E / 46.631889°N 8.137167°E

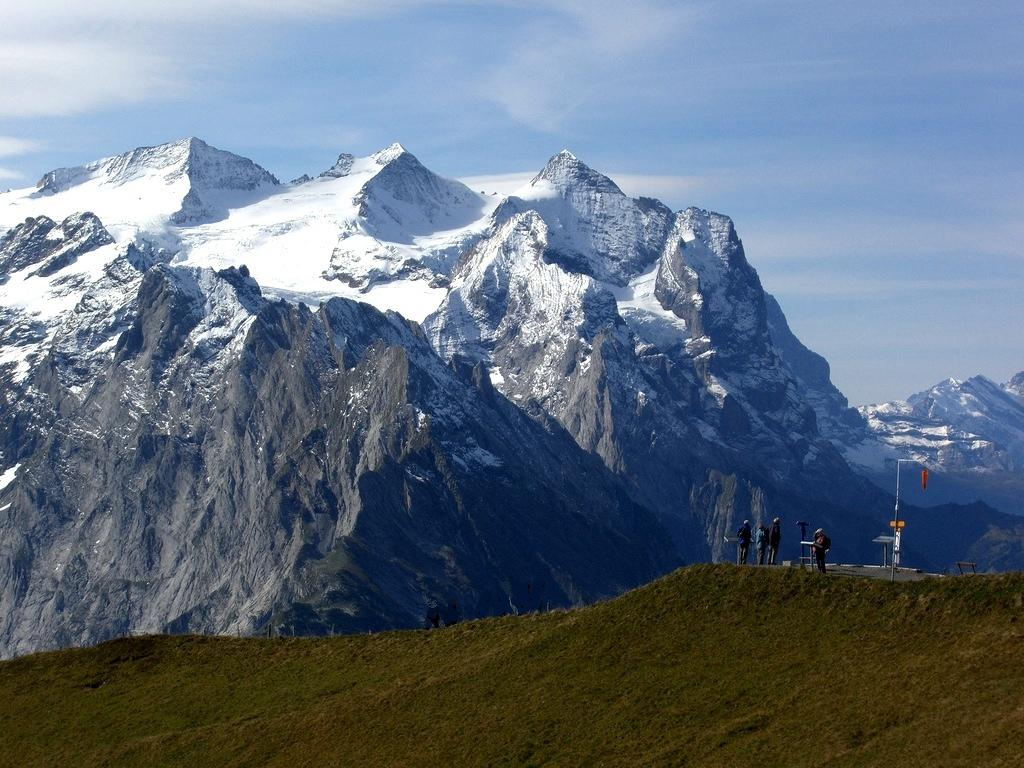

羅森峰（德語：Rosenhorn）是瑞士伯恩州的山峰，位於該國南部，屬於伯尔尼山的一部分，海拔高度3,689米，每年平均降雨量2,465毫米。

## 外部連結
- Rosenhorn on Hikr （页面存档备份，存于）
- www.wetterhorn.ch
- Wetterhorn on Summitpost （页面存档备份，存于）
- Wetterhorn from Grindelwald First （页面存档备份，存于）
- Wetterhorn from Eiger Trail （页面存档备份，存于）